# Kyinzom Dhongdue
Kyinzom Dhongdue,  tibétain : གདོང་འདུས་སྐྱིད་འཛོམས, Wylie : gdong 'dus skyid 'dzoms, née en septembre 1978 à Bylakuppe, dans le sud de l'Inde est une femme politique tibéto-australienne et première députée du Parlement tibétain en exil représentant la communauté tibétaine en Australie. Elle a été élue en 2016. 

## Biographie
Son père, Tenzin Paljor Dungdue,, et sa mère ont suivi le dalaï-lama en exil après le soulèvement tibétain de 1959. Son grand-père, membre du gouvernement tibétain, a été emprisonné et est mort en prison 25 ans plus tard.  
Kyinzom Dhongdue est née à Bylakuppe, un des plus anciens camps de réfugiès tibétains en Inde où ses parents se sont installés. Elle a fait ses études au Village d'enfants tibétains de Dharamsala. Elle a obtenu un diplôme en littérature anglaise à l'université de Delhi, puis en journalisme à l'Indian Institute of Mass Communication (en).
Elle a ensuite travaillé quatre ans pour divers journaux à New Delhi, dont le Times of India. Elle a déménagé en Australie en 2005.
Depuis 2010, Mme Dhongdue est la directrice de campagne du Australia Tibet Council (en). Du 1er décembre 2013 au 30 septembre 2020, elle est directrice du Réseau international pour le Tibet,.

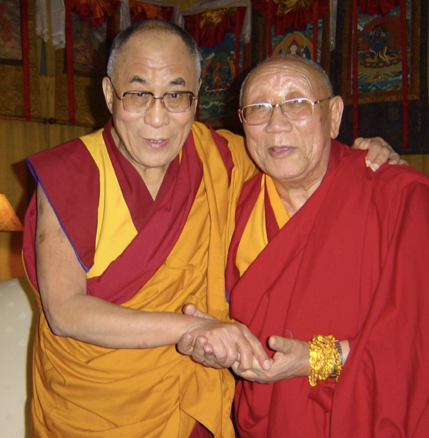
le dalaï-lama et Kyabje Rinpoche le 20 mai 2011 en Australie.

En 2011, elle est reporter officielle de la visite en Australie du 14e dalaï-lama.
En 2021, elle est la première tibétaine et citoyenne australienne à se présenter à l'élection du parlement australien,.
Kyinzom Dhongdue est responsable des communications et des relations gouvernementales avec l'Australia Tibet Council, une organisation qui milite pour la liberté et les droits de l'homme des Tibétains.
Kyinzom Dhongdue a qualifié les actions du gouvernement chinois d'intimidation et de tentative de sape des institutions australiennes après que des responsables de l'ambassade de Chine en Australie se sont opposés à une conférence de Penpa Tsering en juin auprès de Maurice Reilly, directeur général du National Press Club (Australia) (en).